# Saint-André (Savoie)
Pour les articles homonymes, voir Saint-André.
Saint-André est une commune française située dans le département de la Savoie, en région Auvergne-Rhône-Alpes.

## Géographie

### Situation

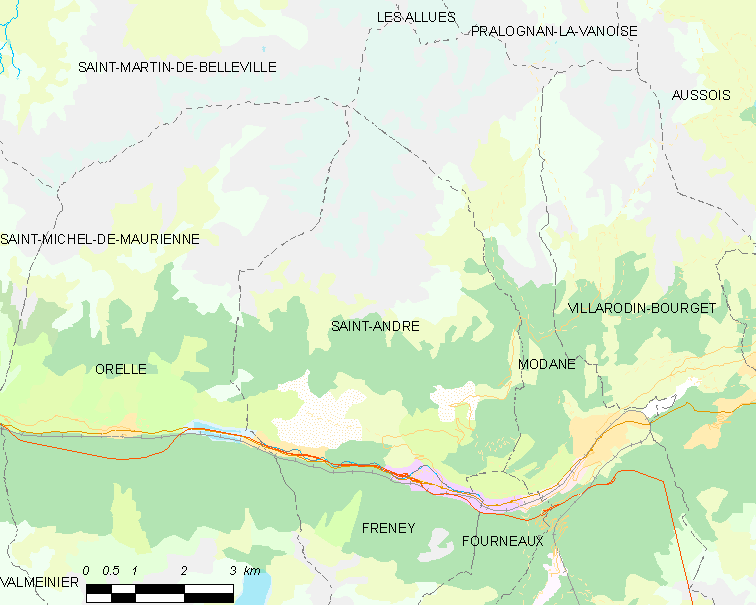
Territoire de Saint-André et les communes limitrophes.

Saint-André est situé dans la vallée de la Maurienne, sur la rive droite de l'Arc à 5 km à l'ouest de Modane.
Elle est située en bordure du parc national de la Vanoise.
|        |             |           |
| Orelle | Saint-André | Modane    |
|        | Freney      | Fourneaux |

### Lieux-dits, hameaux et écarts
La commune contient divers hameaux et lieux-dits résidentiels :
| - Saint André bourg ; - Sous la Ville ; - la Praz ; - le Villard ; - les Champs ; - le Villeret ; - la Paraz ; | - Saint Étienne ; - Montruard ; - Pralognan ; - le Col ; - Fontagnet ; - Polset ; - Etc. |

### Géologie et relief, hydrographie

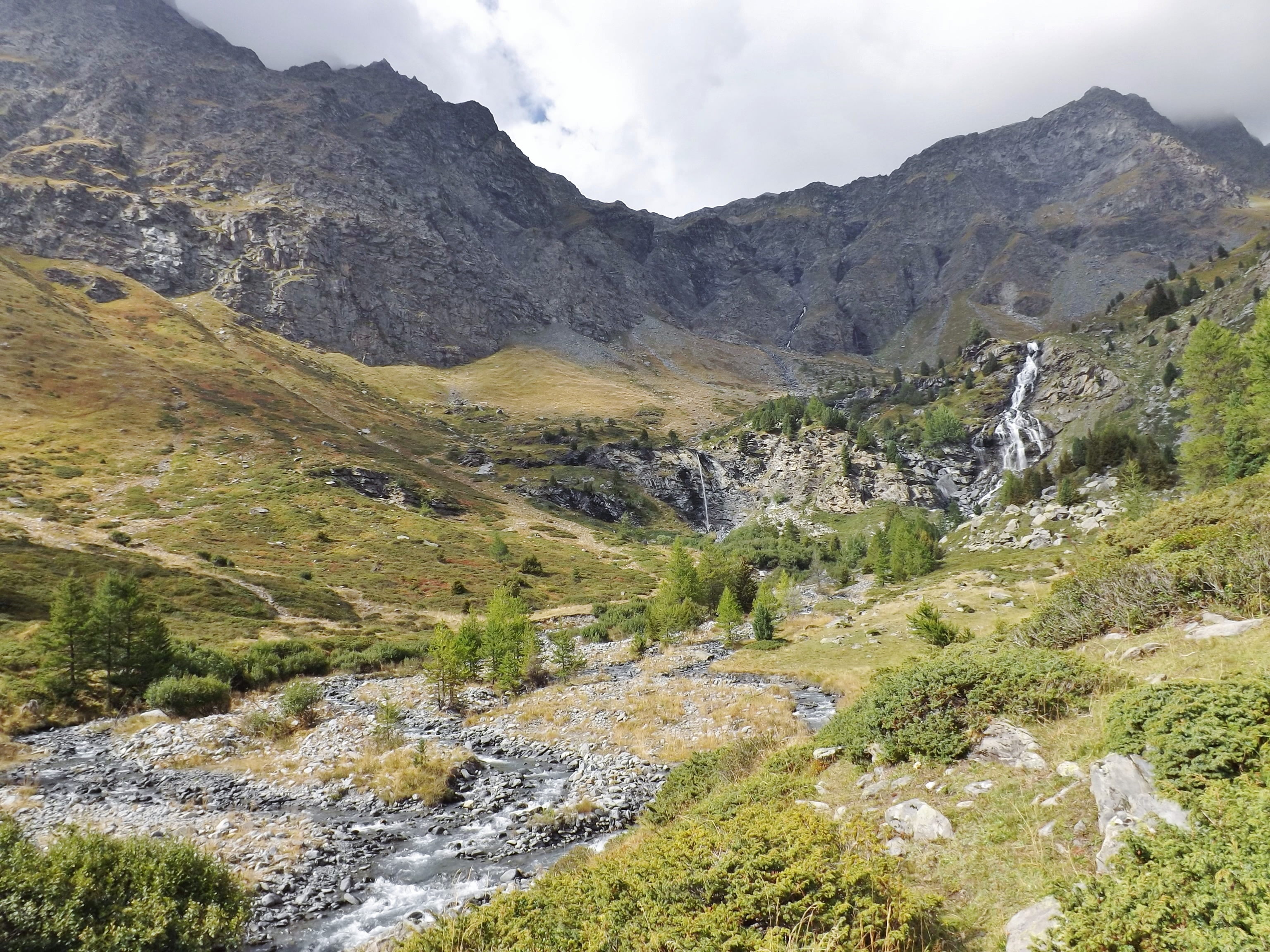
Le ruisseau de Saint-Bernard, séparant les communes de Saint-André (à gauche) et Modane aux portes du parc de la Vanoise.

Le point culminant de la commune est la pointe du Bouchet, à 3 420 mètres.
La principale rivière la traversant dans la vallée est l'Arc en limite sud de la commune. De nombreux torrents d'altitude confluent dans cette-dernière.
Saint-André est une commune du parc national de la Vanoise.

### Voies de communication et transports
Saint-André est traversée sur un axe ouest-est par l'autoroute A43 et par la Route départementale 1006, ainsi que par la ligne de Culoz à Modane (frontière).

## Urbanisme

### Typologie
Au 1er janvier 2024, Saint-André est catégorisée commune rurale à habitat dispersé, selon la nouvelle grille communale de densité à sept niveaux définie par l'Insee en 2022.
Elle est située hors unité urbaine. Par ailleurs la commune fait partie de l'aire d'attraction de Modane, dont elle est une commune de la couronne,. Cette aire, qui regroupe 6 communes, est catégorisée dans les aires de moins de 50 000 habitants,.

### Occupation des sols
L'occupation des sols de la commune, telle qu'elle ressort de la base de données européenne d’occupation biophysique des sols Corine Land Cover (CLC), est marquée par l'importance des forêts et milieux semi-naturels (91,1 % en 2018), en augmentation par rapport à 1990 (82,6 %). La répartition détaillée en 2018 est la suivante : 
forêts (34,7 %), espaces ouverts, sans ou avec peu de végétation (33,1 %), milieux à végétation arbustive et/ou herbacée (23,3 %), zones agricoles hétérogènes (6,7 %), zones urbanisées (1,5 %), zones industrielles ou commerciales et réseaux de communication (0,7 %).
L'IGN met par ailleurs à disposition un outil en ligne permettant de comparer l’évolution dans le temps de l’occupation des sols de la commune (ou de territoires à des échelles différentes). Plusieurs époques sont accessibles sous forme de cartes ou photos aériennes : la carte de Cassini (XVIIIe siècle), la carte d'état-major (1820-1866) et la période actuelle (1950 à aujourd'hui).

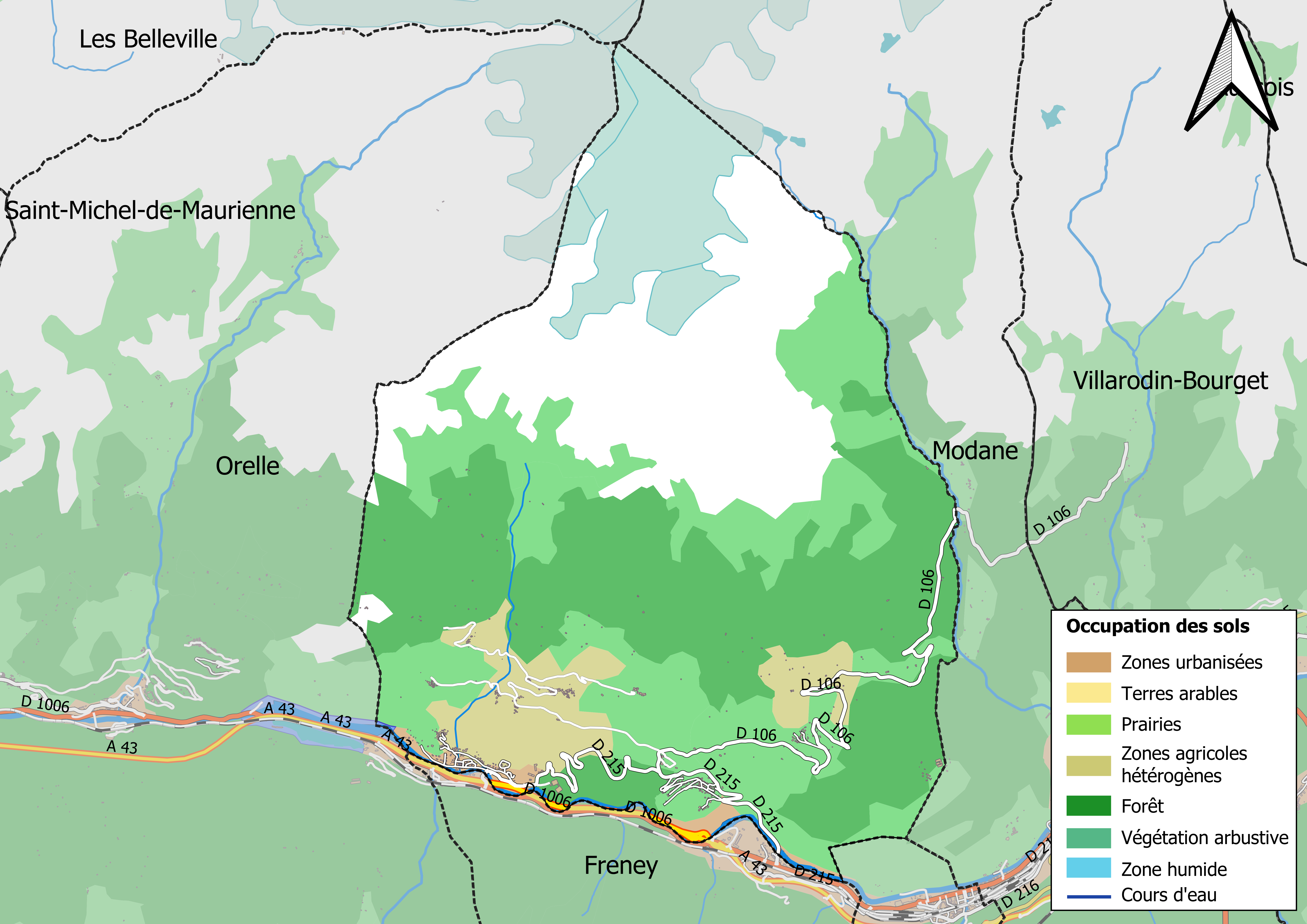
Carte des infrastructures et de l'occupation des sols en 2018 (CLC) de la commune.
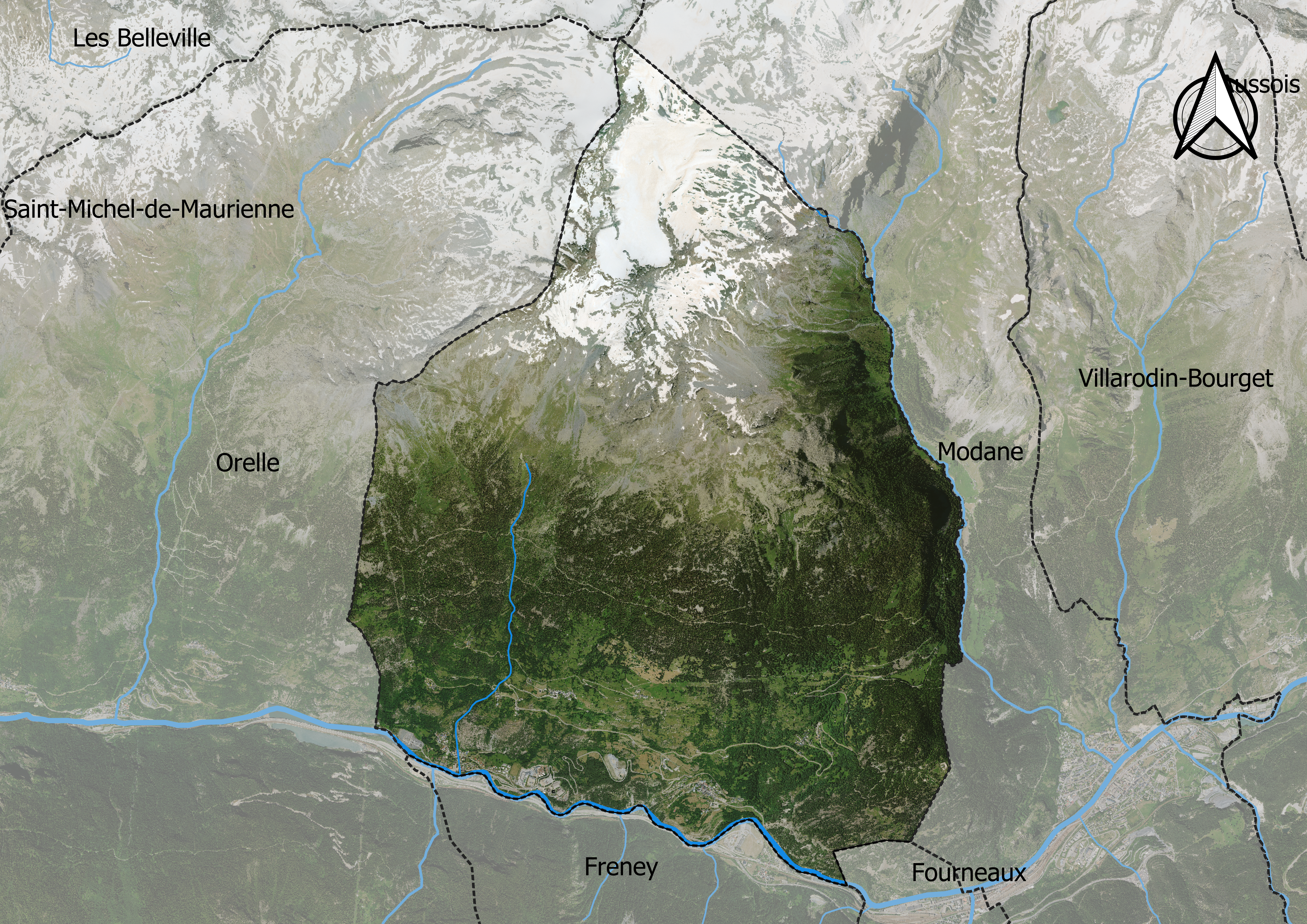
Carte orthophotogrammétrique de la commune.

## Toponymie
Dans les documents médiévaux, Saint-André est mentionnée sous les formes suivantes Sancto Andrea et Sti Andree (1184), Sancti Andree (1197), Sancto Andrea (1237), Sti Andree (XIVe siècle),. La commune porte le nom de Montfort au cours de l'occupation par la France révolutionnaire.
Le toponyme fait référence à l'apôtre et martyr saint André.
En francoprovençal, le nom de la commune s'écrit Sant-Andri, selon la graphie de Conflans.

## Histoire
La bulle pontificale de Lucius III, de l'année 1184, confirme la juridiction épiscopale de Maurienne sur dix-sept paroisses dont Saint-André.
Bien accrochée à flanc de montagne, Saint-André était, avant 1806 une ville étape bien connue sur la route reliant le Piémont (Turin) et la Savoie (Chambéry) par le col du Mont-Cenis.
Auberges, hôtels, relais de poste et hôpital accueillaient gens illustres, pèlerins, colporteurs et indigents. Sa situation géographique en faisait aussi un verrou naturel de la vallée de la Maurienne que se disputaient les armées en guerre :
- 1536 : pillage et incendie lors de l'occupation par les troupes de François Ier ;
- 1597 : bataille entre les troupes piémontaises et françaises. La poudre entreposée dans l'église explose : elle sera reconstruite en 1603 ;
- 1703-13 : pas moins de 6 occupations et réquisitions militaires, par les troupes du roi de Sardaigne et celles de Louis XIV ;
- 1743 : occupation espagnole et batailles avec les troupes piémontaises près du Villard (lieu-dit de la commune de Saint-André) ;
- 1792 : occupation par les troupes révolutionnaires ;
- 1814-15 : occupation par les troupes autrichiennes ;
- 1940-44 : occupation par les troupes italiennes et allemandes. Lors des bombardements de Modane en 1943 la très belle église baroque de Saint-André est détruite.

Riche de son patrimoine, souvent brûlé et pillé, Saint-André garde encore vivantes des traces de son passé : fontaines, four banal, vestiges des moulins le long du ruisseau de la Scie.
Le duché de Savoie est occupée par les troupes révolutionnaires françaises depuis 1792.

## Politique et administration

### Liste des maires
| Période                                  | Période   | Identité         | Étiquette | Qualité |
| ---------------------------------------- | --------- | ---------------- | --------- | ------- |
| Les données manquantes sont à compléter. |           |                  |           |         |
| 1956                                     | mars 1977 | Charles Sixt     | ...       | ...     |
| mars 1977                                | mai 2007  | Raoul Mercier    | DVG       | ...     |
| mai 2007                                 | En cours  | Christian Chiale | DVD       | ...     |

Saint-André est une des sept communes du canton de Modane.

## Population et société
Ses habitants sont appelés les Andrenins, pour les auteurs de l'Histoire des communes savoyardes (1983) et le site du Syndicat de Pays de Maurienne, ou les Saintandrenins, pour les auteurs de 1000 ans d'histoire de la Savoie : La Maurienne (2008) ou encore le site sabaudia.org. Selon l'écrivain Joseph Dessaix, dans son ouvrage Nice et Savoie (1864), les habitants étaient surnommés, à cette époque, les Chicaneurs.

### Démographie
L'évolution du nombre d'habitants est connue à travers les recensements de la population effectués dans la commune depuis 1793. Pour les communes de moins de 10 000 habitants, une enquête de recensement portant sur toute la population est réalisée tous les cinq ans, les populations de référence des années intermédiaires étant quant à elles estimées par interpolation ou extrapolation. Pour la commune, le premier recensement exhaustif entrant dans le cadre du nouveau dispositif a été réalisé en 2008.

En 2022, la commune comptait 447 habitants, en évolution de −4,28 % par rapport à 2016 (Savoie : +3,63 %, France hors Mayotte : +2,11 %).
| 1793 | 1800 | 1806  | 1822  | 1838  | 1848  | 1858  | 1861  | 1866  |
| ---- | ---- | ----- | ----- | ----- | ----- | ----- | ----- | ----- |
| 940  | 968  | 1 006 | 1 147 | 1 299 | 1 208 | 1 064 | 1 062 | 1 026 |

| 1872 | 1876  | 1881 | 1886  | 1891 | 1896 | 1901 | 1906  | 1911  |
| ---- | ----- | ---- | ----- | ---- | ---- | ---- | ----- | ----- |
| 986  | 1 004 | 930  | 1 280 | 995  | 954  | 938  | 1 069 | 1 080 |

| 1921  | 1926 | 1931 | 1936 | 1946 | 1954 | 1962 | 1968 | 1975 |
| ----- | ---- | ---- | ---- | ---- | ---- | ---- | ---- | ---- |
| 1 005 | 965  | 929  | 872  | 855  | 843  | 776  | 717  | 517  |

| 1982 | 1990 | 1999 | 2006 | 2008 | 2013 | 2018 | 2022 | - |
| ---- | ---- | ---- | ---- | ---- | ---- | ---- | ---- | - |
| 478  | 449  | 452  | 463  | 466  | 484  | 448  | 447  | - |

## Économie

### Agriculture
Fabrication de la prune de Saint-André. Cette variété locale de prune blonde à la chair moelleuse et parfumée, facile à dénoyauter. Autrefois, des habitants de haute et basse Maurienne réservaient longtemps à l'avance les récoltes des producteurs locaux. Fruit probable de sélection par des générations de montagnards, cette prune fait partie du patrimoine local.

### Industrie

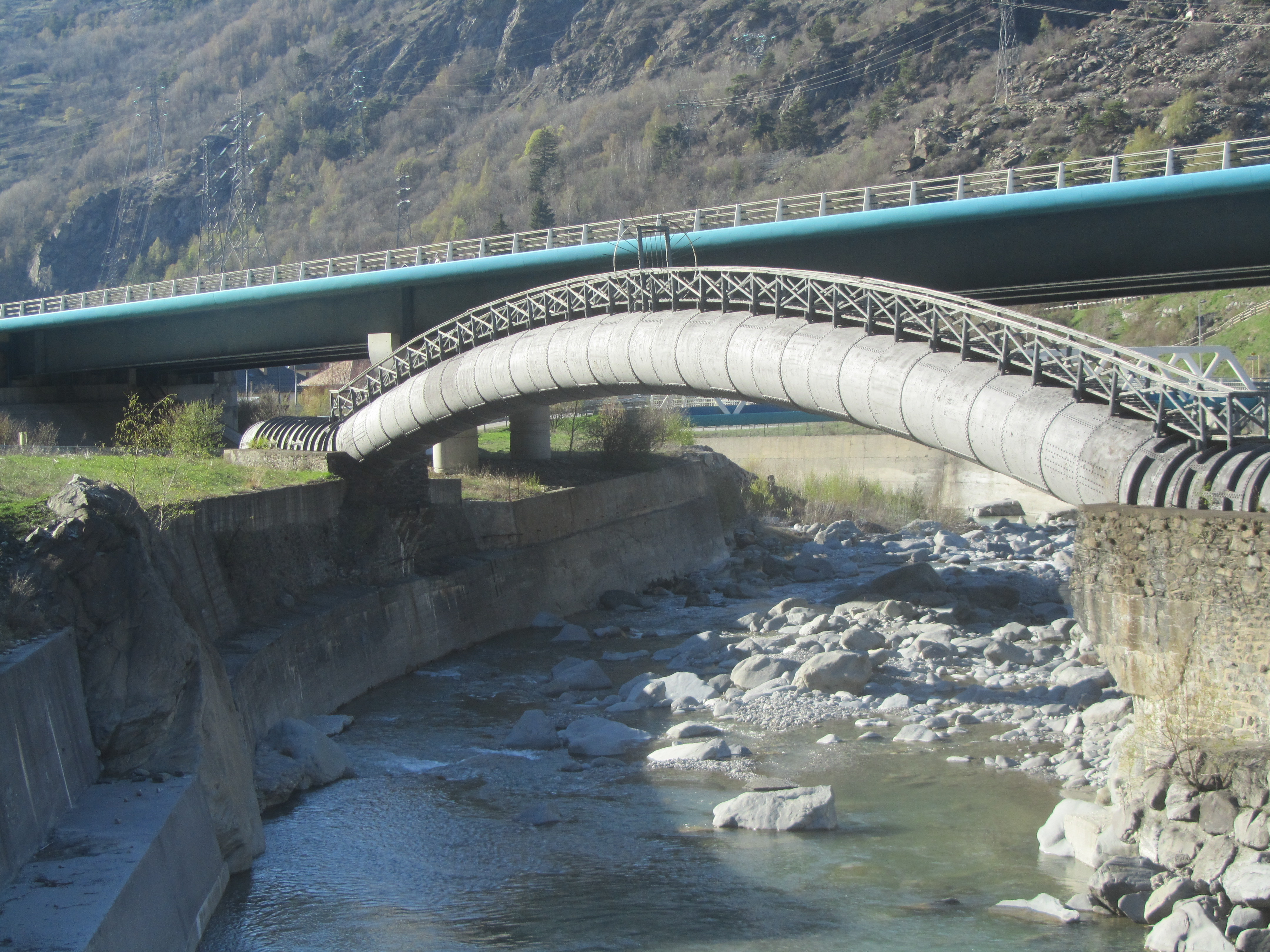
Vestige de la conduite forcée imaginée par Paul Héroult en 1898, en arceau au-dessus des crues de l'Arc.

La commune de Saint-André peut se flatter d'avoir été choisie pour l'établissement d'une des tout premières usines françaises d'aluminium en 1893, à peu près dans le même temps que Calypso sur la commune de Saint-Martin-de-la-Porte. L'initiative est venue de la Société d'électrométallurgie de Froges où avait été expérimenté en 1889 le procédé électrolytique révolutionnaire mis au point par Paul Héroult. Le choix de La Praz, au bas de la commune, a été dicté par la possibilité d'une alimentation autonome en énergie grâce à une centrale hydroélectrique utilisant la forte pente de l'Arc : à partir de la prise d'eau sur la rivière au lieu-dit Les Teppes l'eau était acheminée par une conduite forcée en rive gauche sur la commune de Freney mais la centrale était implantée à La Praz, en rive droite, sur le territoire de Saint-André sous une chute de 80 mètres avec une puissance installée de 15 000 kW. Le voisinage de la voie ferrée facilitait l'approvisionnement en alumine et les expéditions de métal. Pour le franchissement de la rivière, afin de prévenir toute destruction de cette conduite de 2,40 mètres de diamètre et de portée de 47 mètres, Paul Héroult convainquit les plus sceptiques en faisant adopter la forme en arceau au-dessus du niveau des crues.
La production d'aluminium a démarré petitement passant de 180 tonnes en 1894 à 783 en 1900 et à 1 400 en 1910. Grâce à de nouveaux investissements et aux gains de productivité ces chiffres furent largement dépassés pendant les fameuses Trente Glorieuses dans un marché en grande expansion : on a atteint 2 200 tonnes en 1950, 3 200 en 1960 avec un plafonnement de 4 100 tonnes au début des années 1970. Parallèlement, La Praz s'est engagée dans la lutte pour la qualité d'un métal "haut titre", pur à 99,8 % ; elle a mérité pendant six ans la coupe de la meilleure performance dans la compétition entre les usines du groupe. Afin de compenser le handicap des coûts de transports loin des sources de matières premières et de la clientèle, La Praz a joué aussi la carte de la valorisation en se lançant dans l'affinage de titane métal (procédé Kroll, exploitation par la société Titanium, filiale de Pechiney) puis en 1958 dans la production d'un alliage au béryllium. Elle devait, en outre, abriter un atelier d'alliages de cuivre sans rapport avec la vocation pour l'aluminium.
L'usine de La Praz aura animé la vie de la commune de Saint-André pendant 90 ans. Intégrée en 1921 au groupe Alais-et-Camargue (la future Pechiney), elle employait en 1939 240 personnes, dont bon nombre d'immigrants italiens. Lors de la formation du groupe P.U.K. (Pechiney-Ugine-Kuhlmann) en 1972 son effectif était tombé à 103 du fait des gains de productivité mais aussi après le transfert de l'atelier de cuivre à Couëron, sur l'estuaire de la Loire. Cet effectif est resté stable (98 emplois) jusqu'à la fermeture en 1983. Un tel établissement était condamné à l'heure du gigantisme industriel et des économies d'échelle. De la même manière, la centrale hydroélectrique de La Praz a disparu car elle n'avait plus sa place dans le cadre de l'aménagement intégral de la vallée de l'Arc par EDF, avec la mise en service de la centrale d'Orelle en 1970.

## Culture locale et patrimoine

### Lieux et monuments

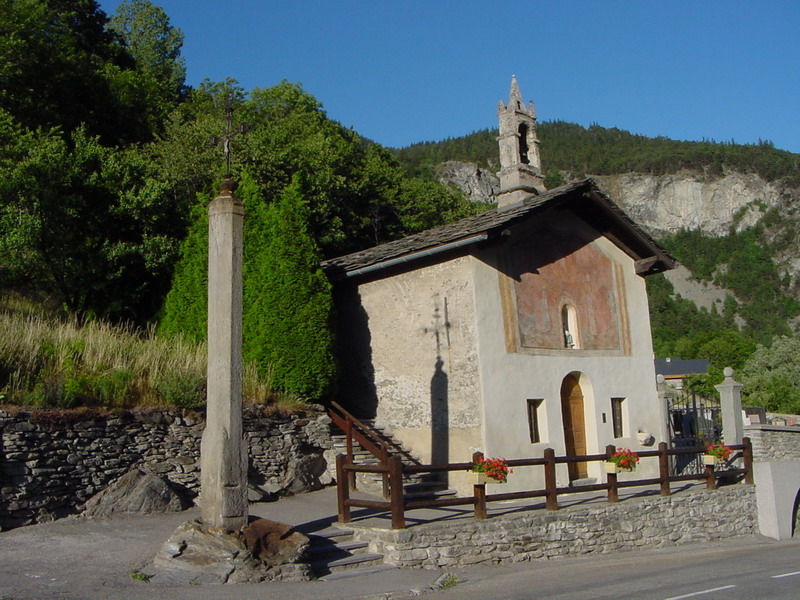
Chapelle Notre-Dame de la Pitié.

- Le fort du Sapey, fortification alpine à 1 740 mètres d'altitude.
- Quinze hameaux, deux églises et 14 chapelles[22].
- Deux édifices sont inscrits à l'inventaire des monuments historiques :
  - L'église Notre-Dame à l'entrée du hameau du Villard,  Inscrit MH (2015)[23] dont la construction a été financée par Monseigneur André Jourdain évêque d'Aoste né au Villard.
  - La maison dite de l'Évêque au hameau de La Paraz,  Inscrit MH (1998)[24].
- Liste des objets inventoriés de la commune (base Palissy)[25].
- Plusieurs moulins et un poste télégraphique optique Chappe ont été restaurés et fonctionnent aujourd’hui[22].

Témoignage d'une activité religieuse importante, Saint-André possède un petit patrimoine :
- Chapelle Notre-Dame-de-la-Pitié, à l'entrée du village avec sa façade ornée d'une peinture murale restaurée ;
- Chapelle Saint-Roch, construite en 1634 ;
- Chapelle Saint-Étienne, au-dessus du village, de construction antérieure au Xe siècle. Son autel extérieur en pierres rappelle la peste qui décima une partie de la population en 1630 ;
- Croix mauriennaises uniques, placées sur des supports monolithiques, à proximité des chapelles.

### Personnalités liées à la commune
- André Jourdain (1780-1859) évêque d'Aoste.
- Chateaubriand séjournant à Saint-André entendit probablement le « chant du rossignol et cri de l'aigle traversant le ciel ».